# 바카리 가사마
바카리 파파 가사마(영어: Bakary Papa Gassama, 1979년 2월 10일 ~ )는 감비아의 축구 심판이다. 2007년부터 국제축구연맹 주관 대회의 심판을 맡고 있으며, 2012년 런던 하계 올림픽에서는 멕시코와 브라질의 남자 축구 결승전 대기심을 맡기도 했다.

## 심판 경력

### FIFA 월드컵
2014년 FIFA 월드컵
- 2014년 6월 23일:  네덜란드 -  칠레 (B조)

2018년 FIFA 월드컵
- 2018년 6월 16일:  페루 -  덴마크 (C조)

### FIFA 컨페더레이션스컵
2017년 FIFA 컨페더레이션스컵
- 2017년 6월 21일:  멕시코 -  뉴질랜드 (A조)

### FIFA U-20 월드컵
2013년 FIFA U-20 월드컵
- 2013년 6월 21일:  미국 -  스페인 (A조)
- 2013년 6월 28일:  그리스 -  파라과이 (C조)

### 아프리카 네이션스컵
2015년 아프리카 네이션스컵
- 2015년 1월 17일:  적도 기니 -  콩고 공화국 (A조)
- 2015년 1월 26일:  콩고 민주 공화국 -  튀니지 (B조)
- 2015년 2월 1일:  코트디부아르 -  알제리 (8강전)
- 2015년 2월 8일:  코트디부아르 -  가나 (결승전)

2017년 아프리카 네이션스컵
- 2017년 1월 18일:  가봉 -  부르키나파소 (A조)
- 2017년 1월 25일:  이집트 -  가나 (D조)
- 2017년 2월 2일:  카메룬 -  가나 (준결승전)

2019년 아프리카 네이션스컵
- 2019년 6월 30일:  마다가스카르 -  나이지리아 (B조)
- 2019년 7월 14일:  알제리 -  나이지리아 (준결승전)